# 200 Motels
200 Motels è  il quarto album in studio di Frank Zappa (il suo dodicesimo) pubblicato nel 1971, colonna sonora dell'omonimo film interpretato da Zappa e dai The Mothers of Invention; raggiunse la sesta posizione nei Paesi Bassi.

## Il disco
Il fatto che la realizzazione della colonna sonora dell'omonimo film sia stata effettuata in una sola settimana è un tributo al duro lavoro creativo di Frank Zappa. La registrazione avvenne presso i Pinewood Studios, e le incisioni della band senza l'orchestra iniziò il giorno dopo il termine delle riprese del film. Questo fu possibile grazie al noleggio di uno studio mobile di registrazione, di proprietà dei Rolling Stones, che fu portato negli studi cinematografici e lì sostò per una settimana.
(F. Zappa)
Aynsley Dunbar crea un potente drumming, mentre Ruth Underwood suona la batteria insieme alla Royal Philharmonic Orchestra. Una gran varietà di stili musicali e di parodie satiriche degli stili musicali sono presenti nell'album, come la canzone country Lonesome Cowboy Burt, cantata da Jimmy Carl Black. Lo stile rock include i pezzi Daddy, Daddy, Daddy, Mystery Roach, What Will This Evening Bring Me This Morning?, She Painted Up Her Face e Magic Fingers. Poco spazio viene dato agli assolo di chitarra (il più notevole si trova alla fine di Magic Fingers), ed i testi dell'album sono pieni di riferimenti sessuali e di critiche alla società statunitense.
Le composizioni orchestrali di Zappa, le prime ad essere registrate, come per esempio Penis Dimension, Redneck Eats e Semi-Fraudulent/Direct-from-Hollywood Overture, mostrano l'influenza dei compositori che egli ammirava di più, come Igor' Fëdorovič Stravinskij, Edgard Varèse e Anton Webern. La colonna sonora contiene anche interventi di cantanti seri in alcuni pezzi, e viene abbracciato tutto il repertorio della musica da camera, dell'orchestra moderna, dell'avanguardia e della tecnica della dodecafonia.

## Tracce

### Disco 1
1. Semi-Fraudulent/Direct-From-Hollywood Overture – 2:01
2. Mystery Roach – 2:32
3. Dance of the Rock & Roll Interviewers – 0:48
4. This Town Is a Sealed Tuna Sandwich (Prologue) – 0:55
5. Tuna Fish Promenade – 2:29
6. Dance of the Just Plain Folks – 4:40
7. This Town Is a Sealed Tuna Sandwich (Reprise) – 0:58
8. The Sealed Tuna Bolero – 1:40
9. Lonesome Cowboy Burt – 3:54
10. Touring Can Make You Crazy – 2:54
11. Would You Like a Snack? – 1:23
12. Redneck Eats – 3:02
13. Centerville – 2:31
14. She Painted up Her Face – 1:41
15. Janet's Big Dance Number – 1:18
16. Half a Dozen Provacative Squats – 1:57
17. Mysterioso – 0:48
18. Shove It Right In – 2:32
19. Lucy's Seduction of a Bored Violinist & Postlude – 4:01

### Disco 2
1. I'm Stealing the Towels – 2:15
2. Dental Hygiene Dilemma – 5:11
3. Does This Kind of Life Look Interesting to You? – 2:59
4. Daddy, Daddy, Daddy – 3:11
5. Penis Dimension – 4:37
6. What Will This Evening Bring Me This Morning – 3:29
7. A Nun Suit Painted on Some Old Boxes – 1:08
8. Magic Fingers – 3:53
9. Motorhead's Midnight Ranch – 1:28
10. Dew on the Newts We Got – 1:09
11. The Lad Searches the Night for His Newts – 0:41
12. The Girl Wants to Fix Him Some Broth – 1:10
13. The Girl's Dream – 0:54
14. Little Green Scratchy Sweaters & Corduroy Ponce – 1:00
15. Strictly Genteel (The Finale) – 11:08

Tracce bonus nella versione CD del 1997
1. Coming Soon! (Cut 1) – 0:56
2. The Wide Screen (Cut 2) – 0:57
3. Coming Soon! (Cut 3) – 0:31
4. Frank Zappa's 200 Motels (Cut 4) – 0:11
5. Magic Fingers (Single Edit) – 2:57

## Formazione
- Frank Zappa - chitarra, basso, orchestrazione
- Aynsley Dunbar - batteria
- Ruth Underwood - vibrafono, percussioni
- Theodore Bikel - voce narrante
- Jimmy Carl Black - voce
- Howard Kaylan - voce
- Jim Pons - voce
- Mark Volman - voce
- George Duke - trombone, tastiera
- Ian Underwood - tastiera, fiati
- Royal Philharmonic Orchestra